# Greater Manchester Open
Het Greater Manchester Open was een golftoernooi van de Europese PGA Tour van 1976 tot 1981. 
Het toernooi vond plaats op de Wilmslow Golf Club in Wilmslow, Cheshire ten zuiden van Manchester.
Drie winnaars hadden de Ierse nationaliteit, Mark McNuly werd lin 2003 ook Ier. In 1981 was het prijzengeld £ 40,222, daarmee was het bijna het kleinste toernooi van de Europese Tour.

## Winnaars
Greater Manchester Open
- 1976:  John O'Leary (-4)
- 1977:  Eamonn Darcy (-11)
- 1978:  Brian Barnes (-5) na play-off tegen Bob Charles, Denis Durnian en Nick Job
- 1979:  Mark McNulty (-13)

Cold Shield Greater Manchester Open
- 1980:  Des Smyth (-7) na play-off tegen Brian Waites
- 1981:  Bernard Gallacher (-16)